# Die natürliche Tochter

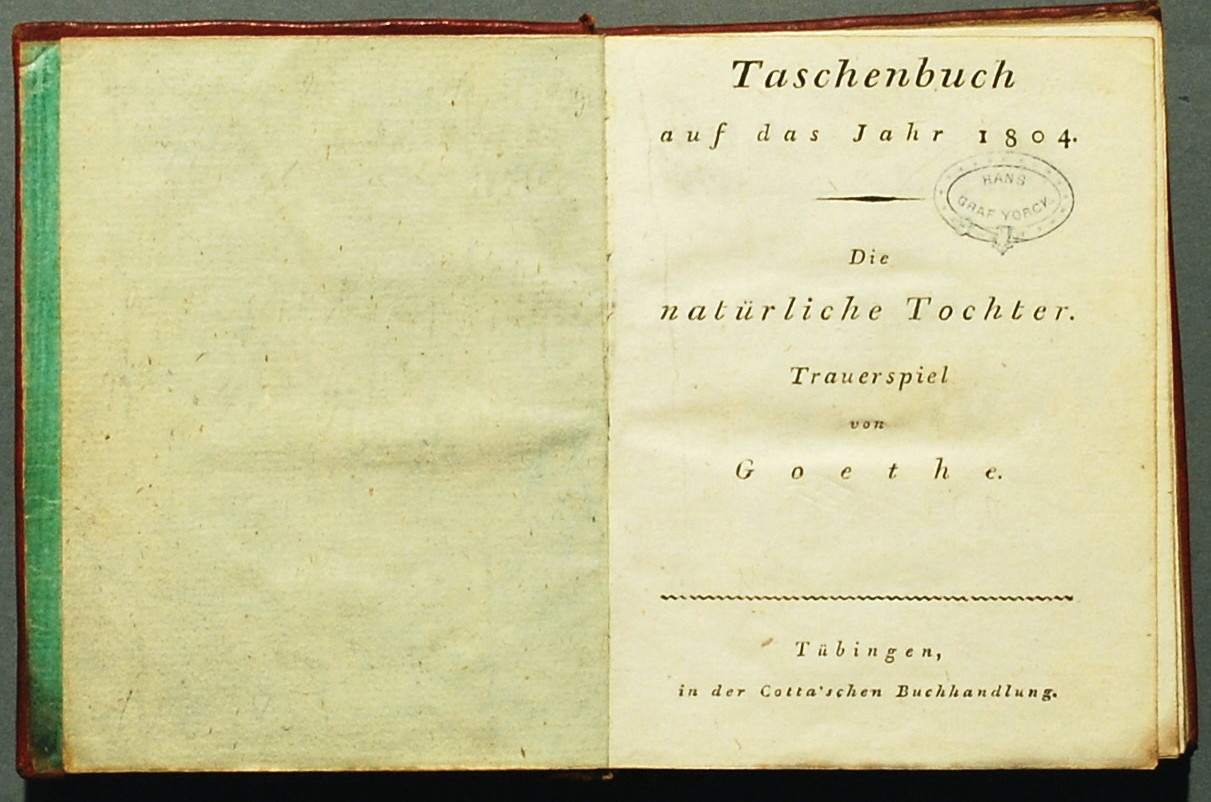
Titelblatt des Erstdruckes

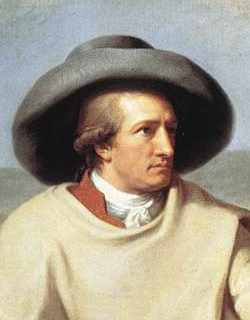
Tischbein: Goethe 1787 in der Campagna

Die natürliche Tochter ist ein Trauerspiel in fünf Aufzügen von Johann Wolfgang von Goethe. Zwischen Oktober 1801 und März 1803 entstanden, wurde das Stück am 2. April 1803 in Weimar uraufgeführt und lag im Herbst 1803 im Druck vor.

## Handlung

### Erster Aufzug
Dichter Wald
Eugenie ist die natürliche, d. h. uneheliche Tochter des Herzogs und der Fürstin. Da die Mutter unlängst verstorben ist, will der Herzog seine Tochter dem König vorstellen. Nach dem Willen des Herzogs soll Eugenie aus der Verborgenheit heraustreten. Der Herrscher soll die geliebte Tochter endlich legitimieren. Dazu tut der Herzog den ersten Schritt auf einer Treibjagd, an der auch Eugenie dem Hirsch in felsigem Gelände nachreitet. Bei dieser waghalsigen Unternehmung stürzt das schöne junge Mädchen vom Pferd und liegt bewusstlos vor Vater und König. Als sie wieder zu sich kommt, erkennt der König sie als seine Verwandte an und will ihre Legitimierung demnächst auf einem Fest am Hofe öffentlich bekräftigen. Doch bis dahin verlangt der König Verschwiegenheit, weil Mißgunst lauert.
Unter vier Augen setzt der Herzog die Tochter ins Bild. Der König ist schwach. Seine Milde zeugt Verwegenheit. Und er rät Eugenie
Vertraue niemand, sei es, wer es sei! (V.545)
Besonders weist er die Tochter auf ihren gefährlichen Halbbruder hin:
Mein eigner, wüster Sohn umlauert ja
Die stillen Wege, die ich dich geführt.
Der Güter kleinen Teil, den ich bisher
Dir schuldig zugewandt, mißgönnt er schon. (V.548)
Eugenie umarmt den Herzog. Die rasche Verabschiedung im Wald ist herzlich.

### Zweiter Aufzug
Zimmer Eugeniens, im gotischen Stil
Der Sekretär des Herzogs, übles Werkzeug des wüsten herzoglichen Sohnes (des Prinzen, der im Stück nicht selber auftritt), macht der Hofmeisterin unter vier Augen verlockende, sexuell gefärbte Angebote, die in einem Heiratsantrag gipfeln. Das alles kann die Hofmeisterin, die langjährige Ersatzmutter Eugenies, aber nicht umsonst haben. Die Hofmeisterin soll Eugenie nach den Inseln, also nach Übersee, entführen und gleich zurückkehren. Dort in den Tropen erwartet Eugenie der sichere langsame Fiebertod. Die Hofmeisterin ist entsetzt, widersetzt sich jedoch nicht. Schließlich droht der Sekretär, dass Eugenie, falls die Hofmeisterin nicht mitspiele, getötet werde.
Die Hofmeisterin konfrontiert Eugenie mit dem bevorstehenden Abstieg, der bis in den Tod vielleicht von meuchelmörderischer Hand führen könne. Eugenie glaubt, ihre Pflegemutter sei krank, und ihr, der Fürstentochter, könne nichts passieren.

### Dritter Aufzug
Vorzimmer des Herzogs, prächtig, modern
Inzwischen wird Eugenie wirklich von der Hofmeisterin mit rascher Eile entführt, und der Sekretär will nun seinen Herzog belügen. Dazu hat er sich den bestechlichen Weltgeistlichen gedungen. Beide Intriganten stimmen ihr Lügengespinst miteinander ab. Eugenie sei tot! vom Pferd gestürzt! Der Weltgeistliche habe sie beigesetzt.
Der Weltgeistliche erkennt, dass er Werkzeug feudalabsolutistischer Adliger sei, die, sich gegenseitig befehdend, Vaterland und Thron untergraben würden. Aber, so wirft er dem Sekretär vor, andre streben auch an die Stelle der Gebietenden. Trotz dieser Einsicht bleibt er willfähriges Werkzeug der Verschwörer.
Der Sekretär heuchelt Mitgefühl für den schmerzlichen Verlust, der seinen Herzog getroffen habe:
O Jammer! diese grenzenlose Wonne,
dies ewig frische Glück verlorst du nun. (V.1311)
Der Herzog macht sich Selbstvorwürfe. Er sei vorgewarnt worden, als die tollkühne Reiterin Eugenie schon einmal zu Pferde vom Fels gestürzt sei. Und nun wieder! O hätt ich sie nur einmal noch gesehn! klagt er. Der perfide Sekretär weist die Schuld der Hofmeisterin zu:
Bei diesem Weibe war sie schlecht verwahrt. (V.1372)
Die Hofmeisterin sei ins Ausland entflohen, um dem Herzog nicht ins Angesicht sehen zu müssen. Der Herzog aber gibt sich die Schuld, denn er wollte die Tochter überall sehn als Meisterin. Trotzdem will er das Unglück aufklären, will alles wissen. Der Sekretär antwortet mit der Lügengeschichte vom vor der Tür wartenden Geistlichen, der aus der Hand des Todes Eugenie aufgenommen und beigesetzt habe.
Der Weltgeistliche tritt auf. Der Herzog fragt diesen Lügner
O sage: sprach sie noch? Was sprach sie aus?
Gedachte sie des Vaters? (V.1436)
Der Herzog will die geliebte Tochter noch einmal sehen. Der Weltgeistliche redet ihm das aus. Denn Eugenie sei durchs Gebüsch, durch Felsen hergeschleift, entstellt und blutig, zerrissen und zerschmettert und zerbrochen. Der verzweifelte Herzog will den Weltgeistlichen verjagen. Der „Unglücksbote“ will sich entfernen. Der unglückliche Herzog bittet um Vergebung und findet sich mit dem vermeintlichen Tod der Tochter ab.

### Vierter Aufzug
Platz am Hafen
Die Hofmeisterin gesteht dem Gerichtsrat, dass sie die adlige Eugenie nach den Inseln – gewissem Tod entgegen – deportieren solle. Das Segelschiff liegt am Kai bereit.
Unter vier Augen macht der Gerichtsrat der verehrten Schönen klar, was sie auf den Inseln erwarte: gift’gen Brodens [sic] angeschwollne Pest. Eugenie weiß von Kindheit an, was für ein Höllenwinkel die Inseln sind, und bittet um Rettung. Der Gerichtsrat jedoch will sich davonmachen. Eugenie glaubt an ihr altes Glück und lässt ihn nicht los. Sie ist überzeugt, er wisse Rat. Sein tiefer, ernster, freundlich trüber Blick sage ihr das. Doch er ernüchtert sie: Was du warst ist hin. Der Gerichtsrat ist der von den Verschwörern vorgespiegelten königlichen Willkür ausgeliefert und ruft: laß mich los! Aber Eugenie lässt nicht locker und will wissen, welche Lösung er für das Problem habe. Er entgegnet:
Ich wage viel! Der Ehstand ist es! (V.2099)
Eugenie bezweifelt, dass sich ein kleiner Gerichtsrat mit jener Macht messen könne. Aber der Gerichtsrat weiß, was er will und kann. Er sei in seinem Hause Fürst. Er könne der verehrten Fremden nicht Heldenfaust bieten, wohl aber des Bürgers hohen Sicherstand. Die Aristokratin will sich aber nicht mit einem Bürgerlichen mischen.
Der Gerichtsrat teilt der Hofmeisterin mit, er wolle Eugenie heiraten.
Eugenie will nicht eingeschifft werden. Die Hofmeisterin rät zum Bund mit dem biedern Mann.

### Fünfter Aufzug
Platz am Hafen
Eugenie bittet noch den Gouverneur um Gnade. Der verständnisvolle Herr hat ein Ohr für Eugenies Nöte. Da überreicht ihm die Hofmeisterin ein Papier. Der Gouverneur studiert es aufmerksam eine Weile und wünscht beglückte Fahrt.
Eugenie lässt nichts unversucht. Nun bittet sie die Äbtissin um Aufnahme in das Kloster. Jenes Blatt, das die Hofmeisterin der Äbtissin schließlich reicht, wirkt wiederum Wunder.
Mit der Bekundung: Ich beuge vor der höhern Hand mich tief, (V.2568)
lehnt die Äbtissin untertänig jegliche Hilfestellung ab. Da fordert Eugenie von der Hofmeisterin das Papier. Sie gibt es ihr hin. Eugenie blickt hinein und erkennt des Königs Hand und Siegel! Der Herrscher selber hat den Befehl zur Verbannung Eugenies eigenhändig unterzeichnet. Der Hofmeisterin tut es sehr leid, die eiserne Notwendigkeit zwingt zur Einschiffung.
Welchen der beiden Wege soll Eugenie nun gehen? Sie fragt den Mönch. Der fromme Mann rät zu den Inseln. Die adlige Eugenie aber entscheidet sich für die Ehe mit dem bürgerlichen Gerichtsrat. Entsagung ist geboten. Eugenie will ein eheliches Zusammenleben wie Bruder und Schwester. Zunächst getrennt von Tisch und Bett, fordert Eugenie vom Bräutigam sogar größere Distanz, stellt aber allmähliche Annäherung in Aussicht. Da der Bürgerliche mit keinem Wort widerspricht, will Eugenie mit dem Manne sofort zum Traualtar gehen.

## Zitate
„Ja, mit dem besten Willen leisten wir
So wenig, weil uns tausend Willen kreuzen. (V.415)“

„Das Wort verwundet leichter, als es heilt. (V.1471)“

„Das Hoffnungslose kündet schnell sich an. (V.2221)“

„Das Nächste steht oft unergreifbar fern. (V.2245)“

„Denn, wenn ein Wunder auf der Welt geschieht,
Geschiehts durch liebevolle, treue Herzen. (V.2854)“

## Mémoires historiques

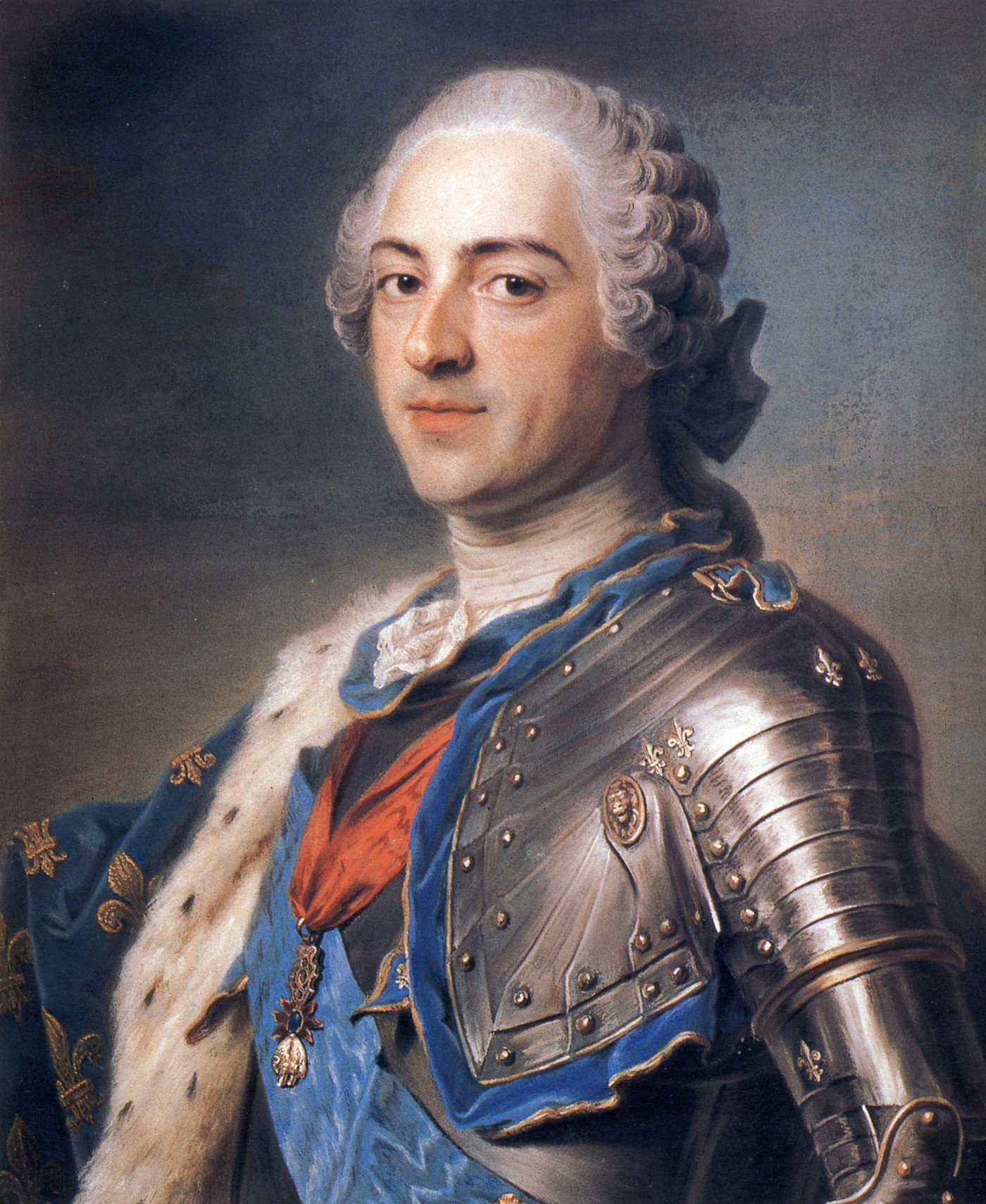
Ludwig XV., König von Frankreich (1710–1774)

Wie Stéphanie Louise de Bourbon-Conti (1762–1825) behauptete, war sie die uneheliche Tochter des Prinzen Louis-François de Bourbon (1717–1776) und der Herzogin von Mazarin. Die eigene Mutter und der Halbbruder hätten die Legitimierung als Prinzessin durch Ludwig XV. verhindert, indem sie Stéphanie angeblich entführten, in einem Kloster verschwinden ließen, kurzerhand für tot erklärten und schließlich gegen ihren Willen mit einem Advokaten verehelichten.
Stéphanie rächte sich 1798 für das vorgeblich widerfahrene Unrecht mit der Publikation ihrer Vita. Auf diese Mémoires historiques de Stéphanie Louise de Bourbon-Conti machte Schiller im Jahre 1799 Goethe aufmerksam. Die Fabel Der natürlichen Tochter folgt Stéphanies Lebenserinnerungen.

## Am Vorabend der Französischen Revolution
Vor die Wahl gestellt, einen biedern, aber wildfremden Mann (den Gerichtsrat) zu heiraten oder nach Übersee verbannt zu werden, entscheidet sich Eugenie letztlich für den Mann: Boden meines Vaterlands,… ich lasse dich nicht los. Denn Eugenie musste aus ihres Königs Mund vernehmen: Diesem Reiche droht ein jäher Umsturz.
Die Worte des Königs waren:
O diese Zeit hat fürchterliche Zeichen:
Das Niedre schwillt, das Hohe senkt sich nieder,
Als könnte jeder nur am Platz des andern
Befriedigung verworrner Wünsche finden,
Nur dann sich glücklich fühlen, wenn nichts mehr
Zu unterscheiden wäre,… (V.364)
Und auch der Mönch versetzte die Aristokratin Eugenie in Angst:
Im Dunklen drängt das Künftge sich heran,… (2783)
Da stürmt ein Brausen durch die düstre Luft,
Der feste Boden wankt, die Türme schwanken,
Gefugte Steine lösen sich herab,
Und so zerfällt in ungeformten Schutt
Die Prachterscheinung. (V.2798)

## Rezeption
Eugenies Geschichte endet nicht tragisch. Im Gegenteil, ganz zum Schluss sagt sie zum Gerichtsrat:
Hier meine Hand: wir gehen zum Altar. (V.2955)
Auch sonst ist während der Handlung kein Protagonist zu Tode gekommen. Goethe nannte Die natürliche Tochter ein Trauerspiel. Also fehlt die Fortsetzung. Goethe plante diese, führte sie jedoch nie aus.
Die genannte Diskrepanz evozierte in Goethes Nachfolge Interpretationen. Bei Wilpert (S. 746–747) werden etliche aufgeführt.
In Heinrich Manns Roman „Der Untertan“ bedient sich die Frau des Regierungspräsidenten von Wulckow am Stoff von Goethe und plagiiert ihn unter dem Titel Die heimliche Gräfin.

## Selbstzeugnisse
„So viel kann ich nur sagen, daß sie [Die natürliche Tochter] sehr jung supponirt [angenommen] ist, und daß ich versucht habe, das weibliche, in die Welt aufblickende Wesen, von kindlicher, ja kindischer Naivetät an bis zum Heroismus durch hunderterley Motive hin und wieder zu führen.“

„Leider steht es mit der Fortsetzung der natürlichen Tochter noch im weiten Felde.“

„Ich wüßte in der That nicht, wo die äußeren Umstände zur Fortsetzung oder gar zur Vollendung derselben [Der natürlichen Tochter] herkommen sollten.“

„Meine Eugenie ist eine Kette von lauter Motiven, und dies kann auf der Bühne kein Glück machen.“

„Meine Zustände sind nicht die besten: ich war nahe daran, die Rolle des Herzogs in der natürlichen Tochter zu übernehmen; die Vorprobe macht mir schon genug zu schaffen.“

### Sekundärliteratur
Geordnet nach dem Erscheinungsjahr
- Richard Friedenthal: Goethe – sein Leben und seine Zeit. S. 485–487. R. Piper Verlag München 1963.
- Gerhard Schulz: Die deutsche Literatur zwischen Französischer Revolution und Restauration. Teil 1. Das Zeitalter der Französischen Revolution: 1789–1806. S. 489–494. München 1983, ISBN 3-406-00727-9.
- Gero von Wilpert: Goethe-Lexikon (= Kröners Taschenausgabe. Band 407). Kröner, Stuttgart 1998, ISBN 3-520-40701-9, S. 130, 745–747.
- Karl Otto Conrady: Goethe – Leben und Werk. S. 744–756. Düsseldorf und Zürich 1999, ISBN 3-538-06638-8.
- Nicholas Boyle: Goethe. Der Dichter in seiner Zeit. Bd. 2: 1790–1803. S. 798, 883–884, 907–910. Frankfurt a. M. 2004, ISBN 3-458-34750-X.

### Quelle
- Johann Wolfgang von Goethe: Poetische Werke, Band 5. S. 699–781. Phaidon Verlag Essen 1999, ISBN 3-89350-448-6.